# Lista sosen z podziałem na regiony geograficzne
Lista gatunków sosen z podziałem na regiony geograficzne. 
- † sosna bursztynowa (Pinus succinifera)

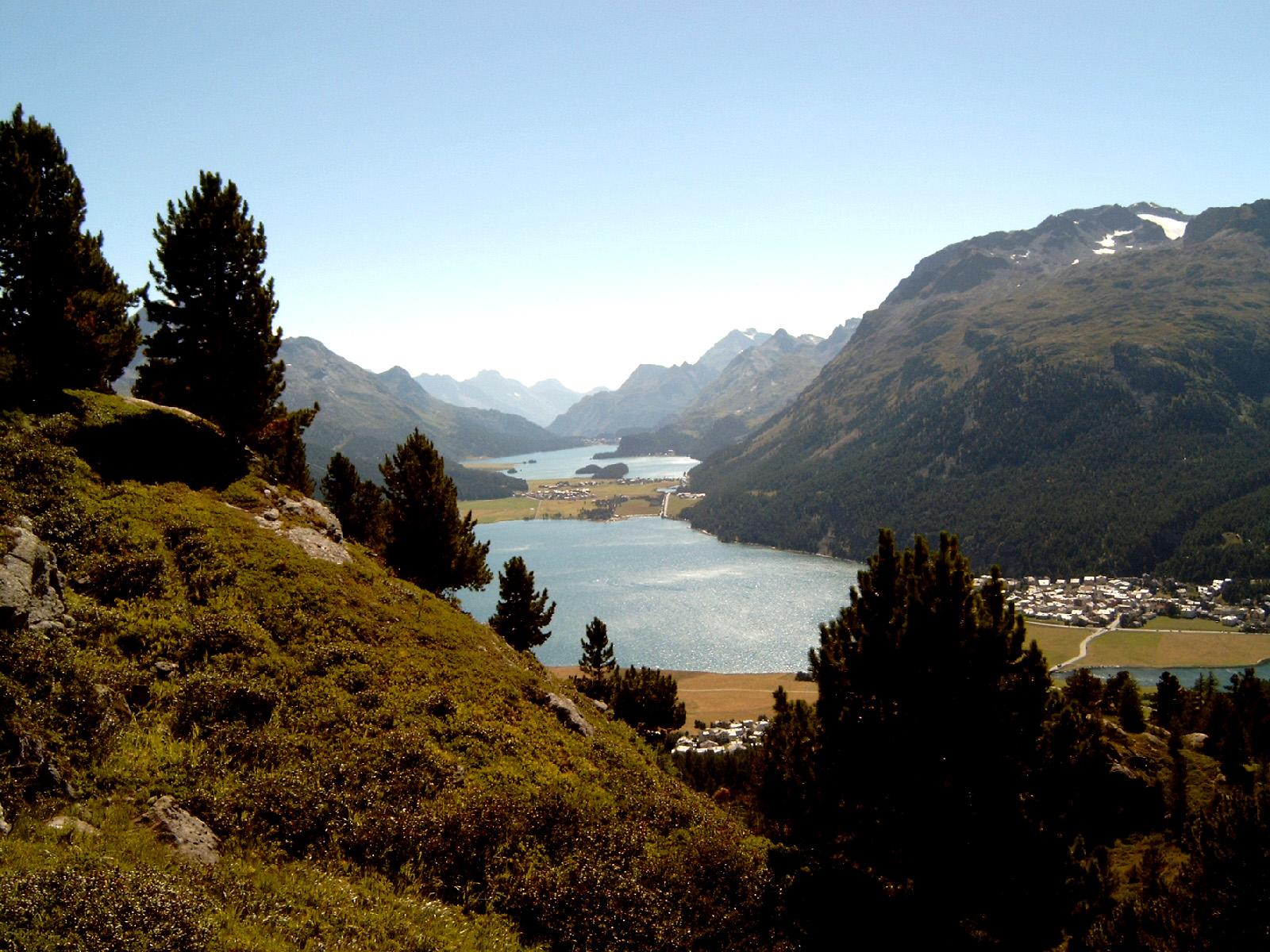
Sosna limba

## Europa i obszar śródziemnomorski
Gatunki polskie
- Pinus cembra – sosna limba (limba)
- Pinus mugo – sosna górska (kosodrzewina, kosówka) 
  - Pinus x rotundata – sosna błotna (kosodrzewina błotna, kosówka błotna)
  - Pinus x rhaetica – sosna drzewokosa
- Pinus sylvestris – sosna zwyczajna (s. pospolita)

Pozostałe
- Pinus brutia – sosna kalabryjska
- Pinus canariensis – sosna kanaryjska
- Pinus halepensis – sosna alepska
- Pinus heldreichii – sosna bośniacka
- Pinus nigra – sosna czarna (s. austriacka)
- Pinus peuce – sosna rumelijska
- Pinus pinaster – sosna nadmorska
- Pinus pinea – sosna pinia

## Azja
- Pinus amamiana
- Pinus armandii – sosna Armanda
- Pinus bhutanica
- Pinus bungeana – sosna plamistokora
- Pinus dalatensis
- Pinus densata Sosna gęstokwiatowa

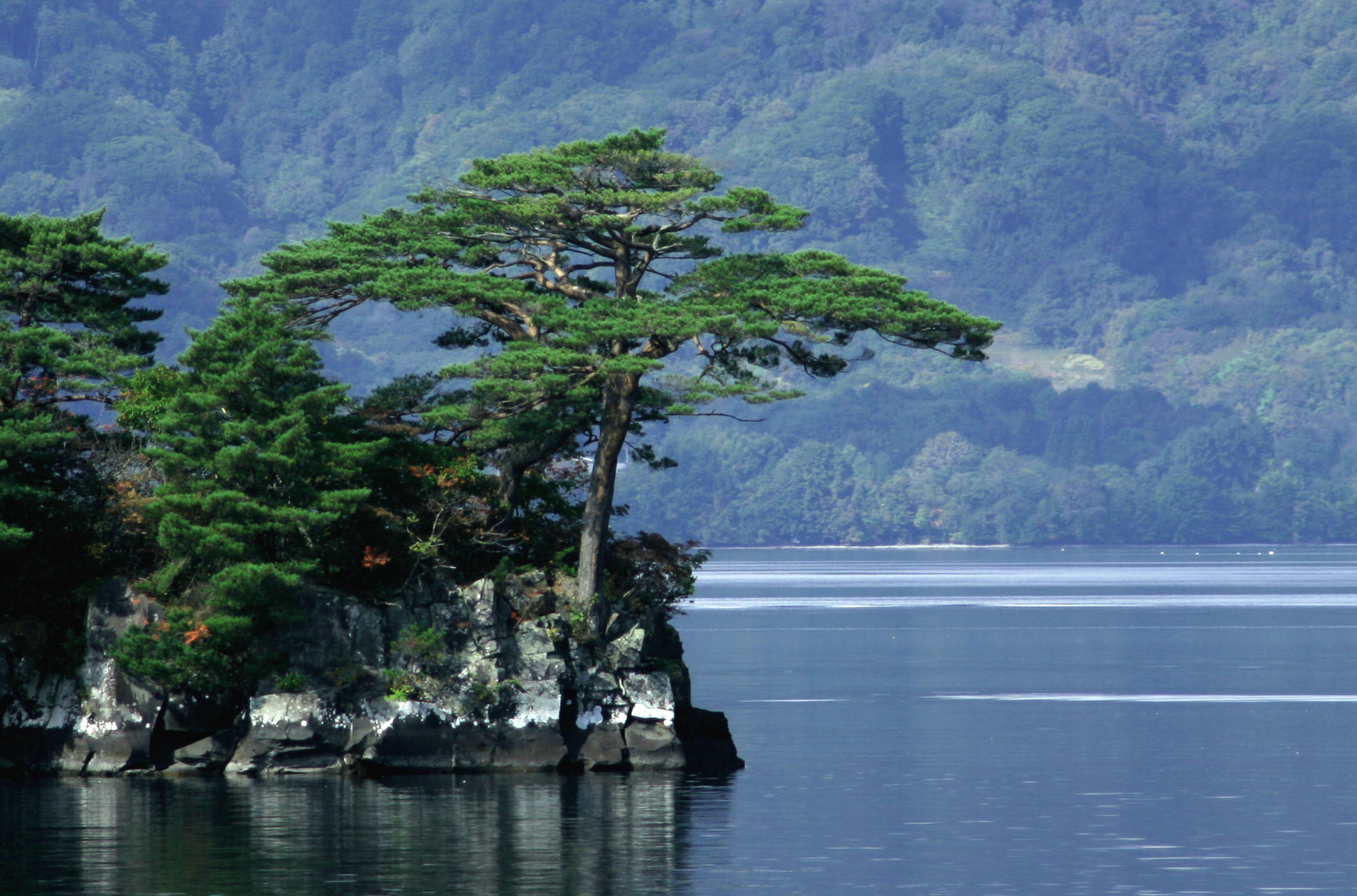
Sosna gęstokwiatowa

- Pinus densiflora – sosna gęstokwiatowa
- Pinus fenzeliana
  - P. fenzeliana var. dabeshanensis (syn. Pinus dabeshanensis)
- Pinus gerardiana
- Pinus hwangshanensis
- Pinus kesiya – sosna wiotka
- Pinus koraiensis – sosna koreańska
- Pinus krempfii
- Pinus kwangtungensis (syn. Pinus orthophylla, syn. Pinus eremitana)
- Pinus latteri
- Pinus luchuensis
- Pinus massoniana – sosna Massona
- Pinus merkusii – sosna Merkusa Sosna himalajska, igły
- Pinus morrisonicola

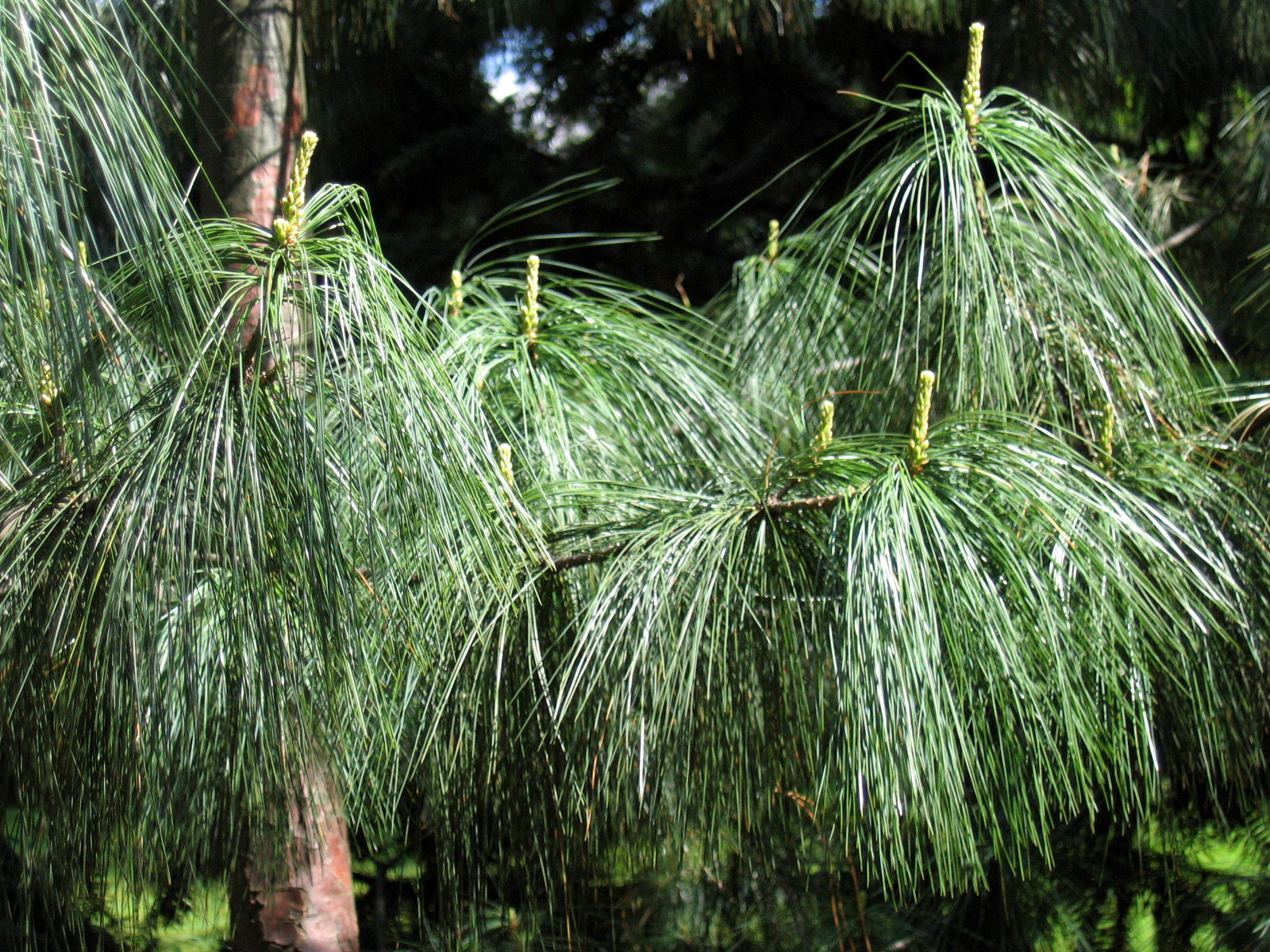
Sosna himalajska, igły

- Pinus parviflora – sosna drobnokwiatowa
- Pinus pumila – sosna karłowa (kosolimba)
- Pinus roxburghii
- Pinus sibirica – limba syberyjska
- Pinus squamata
- Pinus tabuliformis – sosna chińska
  - Pinus tabuliformis var. henryi (syn. Pinus henryi)
- Pinus taiwanensis
- Pinus thunbergii – sosna Thunberga
- Pinus wallichiana – sosna himalajska
- Pinus wangii
- Pinus yunnanensis

## Ameryka Północna i Środkowa
Wschodnia Kanada i USA

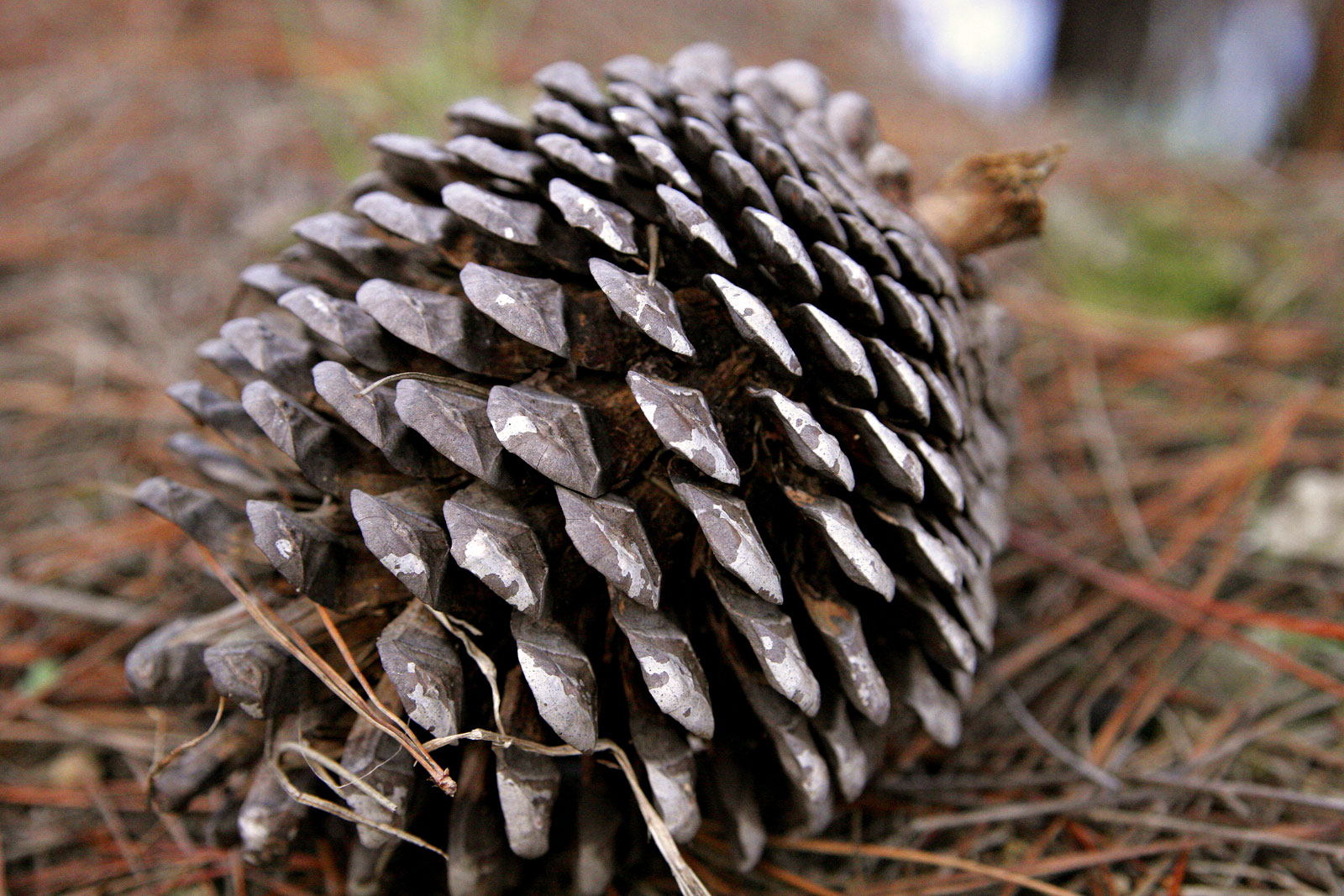
Sosna kalifornijska, szyszka

- Pinus banksiana – sosna Banksa[1] (banka)
- Pinus clausa
- Pinus echinata
- Pinus elliottii – sosna Elliotta
- Pinus glabra
- Pinus palustris – sosna długoigielna
- Pinus pungens – sosna kłująca
- Pinus resinosa – sosna czerwona
- Pinus rigida – sosna smołowa[1]
- Pinus serotina
- Pinus strobus – sosna wejmutka[1] (wejmutka)
- Pinus taeda – sosna taeda
- Pinus virginiana – sosna wirginijska

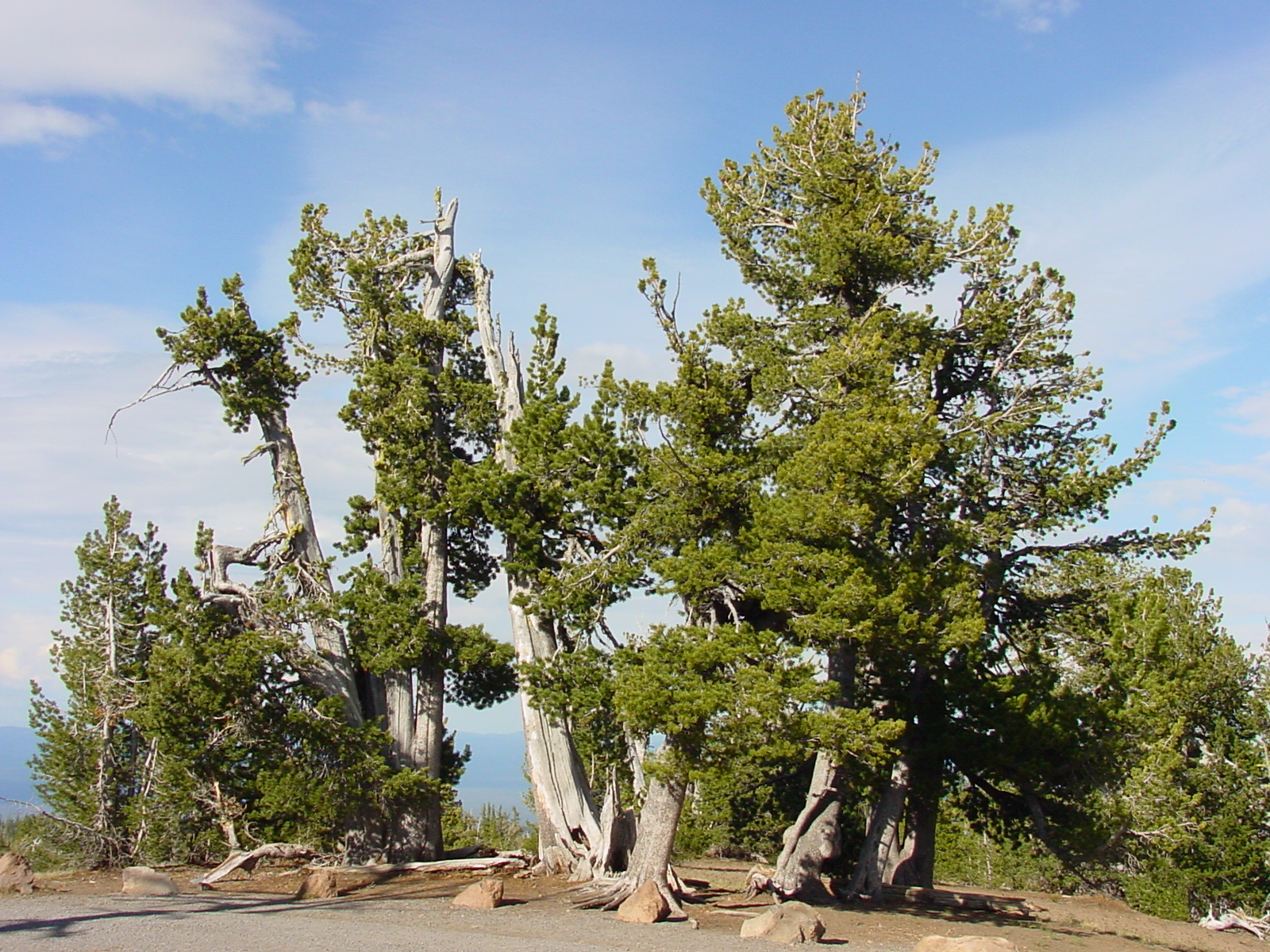
Pinus albicaulis

Zachodnia Kanada, USA i północny Meksyk
- Pinus albicaulis
- Pinus aristata – sosna oścista (s. kolczasta)
- Pinus attenuata – sosna sękata
- Pinus balfouriana
- Pinus contorta – sosna wydmowa
  - Pinus contorta subsp. murrayana (syn. Pinus murrayana Balf.) – sosna Murraya
- Pinus coulteri – sosna Coultera
- Pinus edulis
- Pinus flexilis – sosna giętka
  - Pinus flexilis var. reflexa (syn. Pinus reflexa, syn. Pinus stylesii)
- Pinus jeffreyi – sosna Jeffreya
- Pinus lambertiana – sosna Lamberta (s. cukrowa)
- Pinus longaeva – sosna długowieczna
- Pinus monophylla – sosna jednoigielna
- Pinus monticola – sosna zachodnia
- Pinus muricata
- Pinus ponderosa (syn. Pinus washoensis) – sosna żółta
- Pinus radiata – sosna kalifornijska (s. radiata)

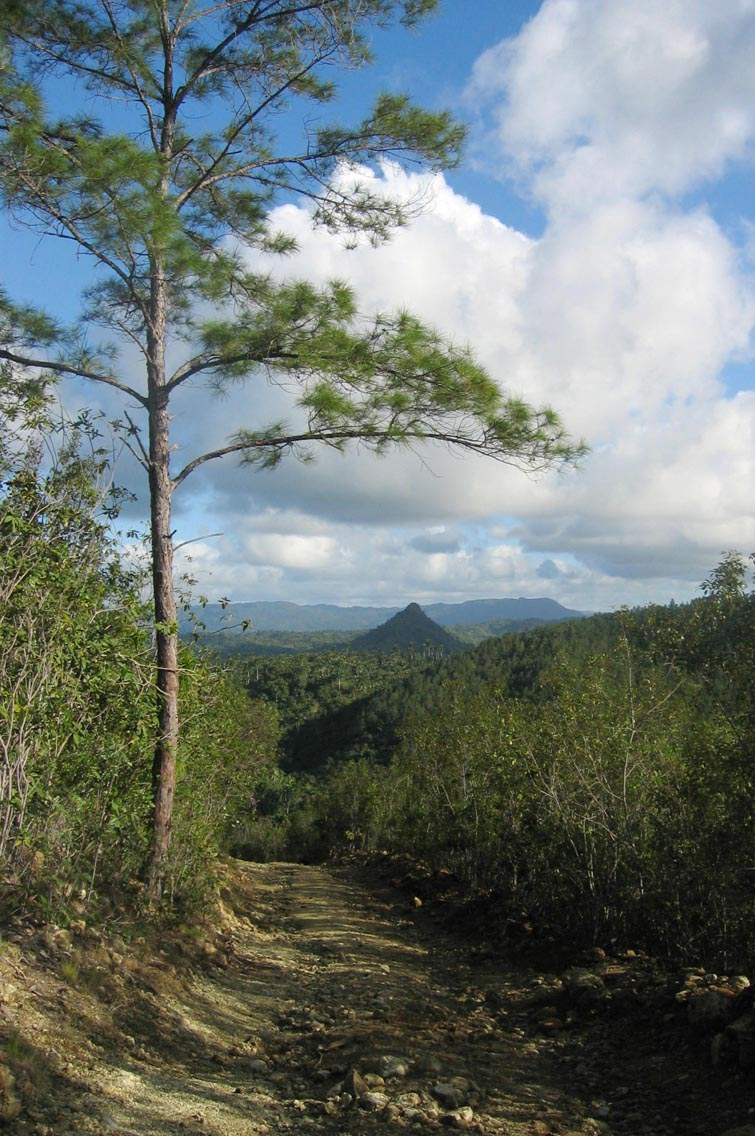
Pinus cubensis, wschodnia Kuba

- Pinus remota
- Pinus sabiniana
- Pinus torreyana

Południowo-zachodnie USA, Meksyk, Ameryka Środkowa, Karaiby
- Pinus arizonica – sosna arizońska
  - P. arizonica var. cooperi (syn. Pinus cooperi)
- Pinus ayacahuite – sosna meksykańska
- Pinus caribaea – sosna karaibska
  - P. caribaea var. hondurensis (syn. Pinus hondurensis)
- Pinus cembroides
- Pinus chiapensis
- Pinus cubensis – sosna kubańska
- Pinus culminicola
- Pinus devoniana (syn. Pinus michoacana)
- Pinus douglasiana
- Pinus durangensis
- Pinus engelmannii
- Pinus greggii
- Pinus hartwegii
- Pinus herrerae
- Pinus jaliscana
- Pinus johannis
- Pinus lawsonii
- Pinus leiophylla
- Pinus lumholtzii
- Pinus maximartinezii
- Pinus maximinoi (syn. Pinus tenuifolia)
- Pinus montezumae – sosna Montezumy
  - Pinus montezumae var. gordoniana (syn. Pinus gordoniana)
- Pinus nelsonii
- Pinus occidentalis
- Pinus oocarpa
- Pinus patula
- Pinus orizabensis
- Pinus pinceana
- Pinus praetermissa
- Pinus pringlei
- Pinus pseudostrobus
  - Pinus pseudostrobus var. pseudostrobus f. pseudostrobus (syn. Pinus estevezii)
  - Pinus pseudostrobus var. apulcensis (syn. Pinus apulcensis)
- Pinus quadrifolia (syn. Pinus juarezensis)
- Pinus rzedowskii
- Pinus strobiformis
- Pinus tecunumanii
- Pinus teocote
- Pinus tropicalis – sosna tropikalna